# Orkut
Orkut – dawny internetowy serwis społecznościowy o charakterze międzynarodowym. Jego nazwa pochodzi od imienia inżyniera pracującego w Google – Turka Orkuta Büyükköktena. Orkut został uruchomiony 19 stycznia 2004 przez Google. Orkut Büyükkökten rozwijał go jako niezależny projekt podczas pracy w Google. Około 60% użytkowników Orkut to Brazylijczycy. Każdy użytkownik mógł w swoim profilu umieścić swoje ulubione filmy z YouTube i Google Video.
Od 20 października 2006 do założenia konta w Orkut nie było wymagane otrzymanie zaproszenia od użytkownika serwisu. Logowanie odbywało się za pomocą konta Google.
30 czerwca 2014 roku Orkut zakończył działalność.